# Liste der Darsteller in The Walking Dead
Dieser Artikel bietet eine Übersicht über die Hauptdarsteller und die wichtigsten Neben- und Gastdarsteller der US-Fernsehserie The Walking Dead sowie deren deutsche Synchronsprecher.
Die deutsche Synchronisation wurde bei der EuroSync GmbH in Berlin nach einem Dialogbuch und unter der Dialogregie von Hans-Jürgen Wolf und Dirk Bublies (ab Mitte der 7. Staffel ein Jahr zusammen, dann alleine) produziert.

## Hauptdarsteller
Alle Folgenauftritte, die durchgestrichen sind, sind indirekte Auftritte, da diese nur Archivmaterialien sind, die in einer Form von Rückblenden, Traum, Stimme oder Halluzination verwendet werden. Diese indirekten Auftritte werden mit gelistet, weil Chad L. Coleman und Emily Kinney in 5.13 erscheinen und im Intro aufgeführt werden, obwohl ihre „Auftritte“ nur Archiv sind, deshalb werden diese als „Auftritt“ gezählt.
Hinweis: einige Darsteller werden nicht im Intro aufgeführt, sondern werden unter „Also Starring“ gelistet, wurden aber als Hauptdarsteller bestätigt. Manchmal wurden auch welche während einer Staffel erst zum Intro hinzugefügt.
| Rollenname                  | Schauspieler                 | Hauptrolle (Episoden)  | Nebenrolle (Episoden) | Nebenrolle (indirekte Auftritte - Archiv/Requisit) | Synchronsprecher                                                                        |
| --------------------------- | ---------------------------- | ---------------------- | --- | -------------------------------------------------- | --------------------------------------------------------------------------------------- |
| Rick Grimes                 | Andrew Lincoln               | 1.01–9.05              | 11.24 | 10.13, 10.22, 11.17–11.19, 11.21–11.22             | Viktor Neumann                                                                          |
| Shane Walsh                 | Jon Bernthal                 | 1.01–2.12              | 3.08, 9.05 | 11.17, 11.24                                       | Tobias Kluckert                                                                         |
| Lori Grimes                 | Sarah Wayne Callies          | 1.01–3.16              | | 7.01, 9.05, 11.21, 11.24                           | Antje von der Ahe                                                                       |
| Dale Horvath                | Jeffrey DeMunn               | 1.01–2.11              | | 9.05, 11.24                                        | Dieter B. Gerlach                                                                       |
| Glenn Rhee                  | Steven Yeun                  | 1.01–6.03, 6.07–7.01   | | 10.13, 11.17–11.18                                 | Jesco Wirthgen                                                                          |
| Carl Grimes                 | Chandler Riggs               | 1.01–8.09, 8.15        | | 10.13 11.17–11.19, 11.21–11.22, 11.24              | David Kunze (S01–S02), Darko Sagara Medina (S03–S06), Sebastian Fitzner (S07–S08)       |
| Carl Grimes                 | Unbekannt                    |                        | 8.16 |                                                    |                                                                                         |
| Andrea                      | Laurie Holden                | 1.02–3.16              | | 10.13, 11.24                                       | Christin Marquitan                                                                      |
| Daryl Dixon                 | Norman Reedus                | 2.01–11.24             | 1.03–1.06 |                                                    | Tommy Morgenstern                                                                       |
| Carol Peletier              | Melissa McBride              | 2.01–2.09, 2.11–11.24  | 1.03–1.06 |                                                    | Heike Schroetter                                                                        |
| Maggie Greene-Rhee          | Lauren Cohan                 | 3.01–9.05, 10.17–11.24 | 2.02–2.13, 10.16 | 10.13                                              | Nana Spier Ranja Bonalana (7.14–7.15, Erstsynchro) Sonja Spuhl (9.01–9.05, Erstsynchro) |
| Hershel Greene              | Scott Wilson                 | 3.01–4.09, 4.16        | 2.02–2.09, 2.11–2.13, 9.05 | 7.01, 11.18, 11.21, 11.12                          | Eberhard Mellies Otto Mellies (9.05)                                                    |
| Michonne                    | Danai Gurira                 | 3.01–10.13             | 11.24 | 10.22, 11.17–11.19, 11.21                          | Uschi Hugo (S03–S05), Diana Borgwardt (S06–S11)                                         |
| Michonne                    | Unbekannt                    |                        | 2.13 |                                                    |                                                                                         |
| Merle Dixon                 | Michael Rooker               | 3.03–3.15              | 1.02–1.03, 2.05 | 11.18                                              | Hans-Jürgen Wolf                                                                        |
| Philip „Der Governor“ Blake | David Morrissey              | 3.03–3.16, 4.05–4.09   | 5.09 | 11.17                                              | Udo Schenk                                                                              |
| Beth Greene                 | Emily Kinney                 | 4.01–5.09, 5.13        | 2.02, 2.04–3.02, 3.04–3.11, 3.13, 3.15–3.16                                                                                                | 9.05, 11.18, 11.21, 11.24                          | Julia Stoepel                                                                           |
| Tyreese Williams            | Chad L. Coleman              | 4.01–5.09, 5.13        | 3.08–3.09, 3.11, 3.14, 3.16 | 9.05, 11.24                                        | Michael Deffert                                                                         |
| Sasha Williams              | Sonequa Martin-Green         | 4.01–7.16              | 3.08–3.09, 3.11, 3.14, 3.16, 9.05 | 8.07, 10.13, 11.17, 11.21, 11.24                   | Irina von Bentheim                                                                      |
| Bob Stookey                 | Lawrence Gilliard Jr.        | 4.01–5.03              | 5.09 | 5.13, 5.15–5.16, 7.01, 11.24                       | Asad Schwarz                                                                            |
| Tara Chambler               | Alanna Masterson             | 5.01–9.15              | 4.06–4.08, 4.10–4.11, 4.15–4.16 | 11.17–11.19, 11.21, 11.24                          | Anja Stadlober, Nurcan Özdemir (8.06), Lea Faßbender (9.01)                             |
| Abraham Ford                | Michael Cudlitz              | 5.01–7.01              | 4.10–4.11, 4.15–4.16, 7.16 | 10.13, 11.17, 11.19, 11.21–11.22, 11.24            | Michael Iwannek                                                                         |
| Eugene Porter               | Josh McDermitt               | 5.01–11.24             | 4.10–4.11, 4.15–4.16 |                                                    | Bernhard Völger Stefan Gossler (11.01–11.03, Erstsynchro)                               |
| Rosita Espinosa             | Christian Serratos           | 5.01–11.24             | 4.10–4.11, 4.15–4.16 |                                                    | Maximiliane Häcke(4.11), Wicki Kalaitzi (4.15–4.16), Nadine Heidenreich (5.01–11.24)    |
| Gareth                      | Andrew J. West               | 5.01–5.03              | 4.16 | 5.09                                               | Niclas Lutz                                                                             |
| Gabriel Stokes              | Seth Gilliam                 | 5.02–11.24             | |                                                    | Robin Kahnmeyer                                                                         |
| Morgan Jones                | Lennie James                 | 6.01–8.16              | 1.01, 3.12, 5.01, 5.08, 5.16 | 9.05, 11.24                                        | Engelbert von Nordhausen                                                                |
| Aaron                       | Ross Marquand                | 6.01–11.24             | 5.10–5.16 |                                                    | Marius Clarén                                                                           |
| Jessie Anderson             | Alexandra Breckenridge       | 6.01–6.09              | 5.12–5.16 |                                                    | Esra Vural                                                                              |
| Deanna Monroe               | Tovah Feldshuh               | 6.01–6.08, 6.10        | 5.12–5.16 | 7.01, 11.24                                        | Viola Sauer                                                                             |
| Spencer Monroe              | Austin Nichols               | 6.01–7.08              | 5.13, 5.15–5.16 | 11.24                                              | Michael Bauer                                                                           |
| Dwight                      | Austin Amelio                | 7.01–8.16              | 6.06, 6.14–6.16 | 10.13, 11.24                                       | Christoph Banken, Robert Glatzeder (8.15)                                               |
| Negan Smith                 | Jeffrey Dean Morgan          | 7.01–11.24             | 6.16 |                                                    | Charles Rettinghaus                                                                     |
| Paul „Jesus“ Rovia          | Tom Payne                    | 7.05–9.11              | 6.10–6.12 | 11.24                                              | Jaron Löwenberg                                                                         |
| Gregory                     | Xander Berkeley              | 7.05–9.01              | 6.11 |                                                    | Klaus-Dieter Klebsch                                                                    |
| Enid                        | Katelyn Nacon                | 8.01–9.15              | 5.12, 5.15, 6.01–6.02, 6.07–6.10, 6.15–7.01, 7.04–7.05, 7.08–7.09, 7.14–7.16                                                               | 10.01, 10.04, 10.07, 11.18, 11.24                  | Paulina-Sara Ociepka (5.12–7.09), Jodie Blank (7.14–10.04), Jamie Lee Blank (8.10)      |
| Enid                        | Unbekannt                    |                        | 10.07 |                                                    |                                                                                         |
| Simon                       | Steven Ogg                   | 8.01–8.15              | 6.16–7.01, 7.05, 7.09, 7.14, 7.16 | 10.13, 11.19                                       | Gerald Paradies (6.16), Dieter Memel (7.01–8.15)                                        |
| Ezekiel Sutton              | Khary Payton                 | 8.01–11.24             | 7.02, 7.09–7.10, 7.13, 7.16 |                                                    | Stefan Bräuler (7.02–7.10), Dirk Bublies (7.13–11.24)                                   |
| Anne „Jadis“                | Pollyanna McIntosh           | 8.06–9.05              | 7.10, 7.12, 7.16 | 11.24                                              | Victoria Sturm                                                                          |
| Siddiq                      | Avi Nash                     | 9.01–10.08, 10.13      | 8.01, 8.06, 8.08–8.09, 8.11, 8.13, 8.15–8.16                                                                                               | 11.18, 11.24                                       | Jeffrey Wipprecht                                                                       |
| Alden                       | Callan McAuliffe             | 9.01–11.09             | 8.02–8.03, 8.06, 8.08, 8.11, 8.13–8.14, 8.16                                                                                               | 11.24                                              | Florian Hoffmann                                                                        |
| „Alpha“                     | Samantha Morton              | 9.09–10.14             | | 10.16, 11.17                                       | Maria Jany                                                                              |
| Jerry                       | Cooper Andrews               | 10.01–11.24            | 7.02, 7.09–7.10, 7.13, 7.16–8.04, 8.06, 8.08–8.09, 8.11–9.06, 9.11, 9.13, 9.15–9.16                                                        |                                                    | Joachim Kaps                                                                            |
| Judith Grimes               | Cailey Fleming               | 10.01–11.24            | 9.05–9.06, 9.09, 9.12, 9.14–9.16 |                                                    | Noa Sarah Hadad                                                                         |
| Judith Grimes               | Adelaide & Eliza Cornwell    |                        | 3.04–3.08, 3.10–3.11, 3.15–3.16 |                                                    |                                                                                         |
| Judith Grimes               | Loudyn & Leighton Case       |                        | 3.09 |                                                    |                                                                                         |
| Judith Grimes               | Anniston & Tinsley Price     |                        | 4.01–4.03, 4.08, 4.10 |                                                    |                                                                                         |
| Judith Grimes               | Eleora & Elisea DiFranco     |                        | 4.14 |                                                    |                                                                                         |
| Judith Grimes               | Sophia & Delia Oeland        |                        | 4.16 |                                                    |                                                                                         |
| Judith Grimes               | Charlotte & Clara Ward       |                        | 5.01–5.03, 5.07–5.13, 5.15–5.16 |                                                    |                                                                                         |
| Judith Grimes               | Chloe & Sophia Garcia-Frizzi |                        | 6.01–6.02, 6.07–6.11, 6.15, 7.01, 7.04, 7.07–7.08, 7.12, 7.16–8.01, 8.08–8.09, 8.11–8.12, 8.14–8.15, 9.01, 9.03–9.05, 9.14–9.15            |                                                    | Angelina Yarkova                                                                        |
| Judith Grimes               | Kinsley Isla Dillon          |                        | 8.01, 8.09 |                                                    |                                                                                         |
| Yumiko Okumura              | Eleanor Matsuura             | 10.01–11.24            | 9.05–9.11, 9.13, 9.15–9.16 |                                                    | Jennifer Bischof                                                                        |
| Magna                       | Nadia Hilker                 | 10.01–11.24            | 9.05–9.11, 9.13, 9.15–9.16 |                                                    | Sophie Lechtenbrink (9.05–10.22), Anne Düe (11.01–11.24)                                |
| Connie                      | Lauren Ridloff               | 10.01–11.24            | 9.05–9.08, 9.10–9.15 |                                                    | Darstellerin verständigt sich per Gebärdensprache oder Schrift.                         |
| Lydia                       | Cassady McClincy             | 10.01–11.24            | 9.09–9.16 |                                                    | Andrea Cleven                                                                           |
| Lydia                       | Scarlett Blum                |                        | 9.10 |                                                    | Emilia Bublies                                                                          |
| Lydia                       | Havana Blum                  |                        | 10.02 |                                                    | Naomi Hadad                                                                             |
| „Beta“                      | Ryan Hurst                   | 10.02–10.16            | 9.12–9.13, 9.15–9.16 | 11.17                                              | Marco Kröger                                                                            |
| Juanita „Princess“ Sanchez  | Paola Lázaro                 | 11.01–11.24            | 10.14–10.16, 10.20 |                                                    | Laura Landauer                                                                          |
| Michael Mercer              | Michael James Shaw           | 11.01–11.24            | |                                                    | Sven Fechner                                                                            |
| Leah Shaw                   | Lynn Collins                 | 11.04–11.16            | 10.18 | 11.17                                              | Marion Elskis                                                                           |
| Maxxine „Max“ Mercer        | Margot Bingham               | 11.05–11.24            | 9.16, 10.06, 10.11 |                                                    | Anita Hopt (9.16–10.11), Heide Ihlenfeld (seit 11.05)                                   |
| Lance Hornsby               | Josh Hamilton                | 11.05–11.24            | |                                                    | Klaus-Peter Grap                                                                        |
| Pamela Milton               | Laila Robins                 | 11.10–11.24            | |                                                    | Sabine Falkenberg                                                                       |
| Kelly                       | Angel Theory                 | 11.17–11.24            | 9.05–9.08, 9.10–9.11, 9.13, 9.15, 10.01, 10.04–10.05, 10.08–10.09, 10.11–10.12, 10.15–10.17, 11.01, 11.03, 11.06, 11.08–11.11, 11.15–11.16 |                                                    | Marie Hinze                                                                             |

Anmerkungen
1. 1 2 3  Der Darsteller erscheint selbst nicht, aber der Charakter wird als Requisit in einer Form als Leiche verwendet.
2. ↑  Die Darstellerin erscheint selbst nicht, aber der Charakter wird als Requisit in einer Form als Leiche verwendet, und für ihren Auftritt wird auch teilweise Archivmaterial verwendet.

## Nebendarsteller
Grau unterlegte Charaktere gelten als allgemein ausgeschieden, unabhängig ob sie „den Serientod erleiden“ oder nicht.
| Rollenname                    | Schauspieler               | Nebenrolle (Episoden) | Synchronsprecher                                              |
| ----------------------------- | -------------------------- | --- | ------------------------------------------------------------- |
| Barbara                       | Mandi Christine Kerr       | 5.13, 5.16, 6.05, 6.07, 6.09, 6.12, 7.04, 8.01, 8.08–8.09, 8.11–8.12, 9.04, 9.08, 10.08, 10.17, 10.22, 11.08–11.09                                                                    |                                                               |
| Scott                         | Kenric Green               | 6.01, 6.03, 6.05, 6.07, 6.12, 6.16, 7.04, 7.08, 7.15–8.03, 8.06, 8.08–8.09, 8.11, 8.13, 8.16, 9.03, 9.05, 9.14, 10.04, 10.08, 10.10, 10.16                                            |                                                               |
| Kyle                          | Marvin Lee                 | 6.01, 6.07, 6.09, 7.08–7.09, 8.01–8.03, 8.08–8.09, 8.11, 8.13, 8.16, 9.02, 9.04, 9.06, 9.12, 9.16–10.01, 10.04, 10.06, 10.08, 10.10, 10.15                                            |                                                               |
| Hershel Rhee                  | Ethan Charles              | 7.01 |                                                               |
| Hershel Rhee                  | Peyton Lockridge           | 9.01–9.02, 9.04 |                                                               |
| Hershel Rhee                  | Kien Michael Spiller       | 10.17, 10.22–11.01, 11.03, 11.05, 11.08–11.09, 11.12–11.16, 11.18, 11.21–11.24 | Paul Maria Asmus                                              |
| Dianne                        | Kerry Cahill               | 7.02, 7.10, 7.13, 7.16–8.03, 8.06, 8.08, 8.11, 8.13–8.14, 8.16, 9.02–9.05, 9.07–9.08, 9.11, 9.13, 9.15–10.01, 10.04, 10.08, 10.11–10.12, 10.14–10.16, 11.08–11.09, 11.12, 11.23–11.24 | Christina Wöllner (7.02–9.16) Daniela Grubert (10.01–11.24)   |
| Rachel Ward                   | Mimi Kirkland              | 7.06, 7.15, 8.10, 8.15–8.16, 9.03–9.04 |                                                               |
| Rachel Ward                   | Avianna Mynhier            | 9.15, 10.01, 10.04, 10.08, 10.15–10.16, 11.12, 11.16 | Victoria Frenz                                                |
| Nabila                        | Nadine Marissa             | 7.13, 8.04, 8.06, 8.08–8.09, 8.11, 8.13–8.14, 8.16, 9.02–9.03, 9.11, 9.13, 9.15–9.16, 10.04, 10.06, 10.11–10.12, 10.14, 10.16–10.17, 11.08, 11.10, 11.22–11.24                        | Marie Hinze (7.13–10.17) Wicki Kalaitzi (11.08–11.24)         |
| Gracie                        | Scarlett & Sophia          | 8.02–8.03, 8.06, 8.11–8.12, 8.15–8.16, 9.14 |                                                               |
| Gracie                        | Anabelle Holloway          | 9.06, 9.12, 9.14, 10.01, 10.08, 10.10–10.12, 10.16, 11.03, 11.05, 11.08–11.09, 11.17–11.18, 11.23–11.24                                                                               | Emilia Bublies                                                |
| Rick „R.J.“ Jr. Grimes        | Antony Azor                | 9.06, 9.12, 9.14, 9.16–10.01, 10.03–10.04, 10.08, 10.10–10.13, 10.16, 11.01, 11.03, 11.05, 11.08–11.10, 11.15, 11.17–11.18, 11.23–11.24                                               | Emilia Bublies                                                |
| Socorro „Coco“ Espinosa       | Eleni & Elijah Carrillo    | 10.01, 10.04, 10.06, 10.08, 10.10, 10.16 |                                                               |
| Socorro „Coco“ Espinosa       | Unbekannt                  | 11.03, 11.09–11.10, 11.12, 11.24 |                                                               |
| Virgil                        | Kevin Carroll              | 10.08, 10.13, 10.16, 11.06, 11.08 | Christoph Drobig                                              |
| Elijah                        | Unbekannt                  | 10.16 |                                                               |
| Elijah                        | Okea Eme-Akwari            | 10.17, 11.01–11.03, 11.05–11.09, 11.12–11.16, 11.18–11.19, 11.22–11.24 | Oliver Bender (10.17–11.16) Rajko Geith (11.18–11.24)         |
| Livits                        | Jason Fernandes            | 10.16, 10.20, 11.01–11.02, 11.05, 11.07, 11.11–11.12, 11.14 | Jan Kurbjuweit                                                |
| Commonwealth Vernehmer        | Jessejames Locorriere      | 10.16, 10.20 | Christopher Groß                                              |
| Shira „Stephanie Vega“        | Chelle Ramos               | 11.02, 11.05, 11.07, 11.11–11.12, 11.17–11.18 | Anita Hopt                                                    |
| Tomichi „Tomi“ Okumura        | Ian Anthony Dale           | 11.05, 11.07, 11.10, 11.12, 11.15, 11.20, 11.24 | Arne Stephan                                                  |
| Annie Smith                   | Medina Senghore            | 11.13–11.14, 11.16–11.18, 11.21–11.23 | Nadine Baier                                                  |
| Amy                           | Emma Bell                  | 1.01–1.05, 3.06, 9.05 | Maria Koschny                                                 |
| Duane Jones                   | Adrian Kali Turner         | 1.01, 7.13 |                                                               |
| Jenny Jones                   | Keisha Tillis              | 1.01, 7.13 |                                                               |
| Morales                       | Juan Gabriel Pareja        | 1.02–1.05, 8.02–8.03 | Michael Pan                                                   |
| Theodore „T-Dog“ Douglas      | IronE Singleton            | 1.02–2.09, 2.11–3.02, 3.04, 9.05 | Tim Sander                                                    |
| Jacqui                        | Jeryl Prescott             | 1.02–1.06, 3.06, 7.01 | Anke Reitzenstein                                             |
| Jim                           | Andrew Rothenberg          | 1.02–1.05, 3.06 | Stephan Rabow                                                 |
| Sophia Peletier               | Madison Lintz              | 1.03–2.01, 2.05, 2.07–2.08, 9.05, 10.03 |                                                               |
| Miranda Morales               | Viviana Chavez-Vega        | 1.03–1.05 |                                                               |
| Eliza Morales                 | Maddie Lomax               | 1.03–1.05 |                                                               |
| Louis Morales                 | Noah Lomax                 | 1.03–1.05 |                                                               |
| Ed Peletier                   | Adam Minarovich            | 1.03–1.04, 2.05 | Frank Schröder                                                |
| Dr. Edwin Jenner              | Noah Emmerich              | 1.05–1.06 | Tobias Meister                                                |
| Patricia                      | Jane McNeill               | 2.02–2.09, 2.11–2.13 | Helga Sasse                                                   |
| Jimmy                         | James Allen McCune         | 2.02, 2.04–2.09, 2.11–2.13, 9.05 | Niclas Lutz                                                   |
| Otis                          | Pruitt Taylor Vince        | 2.02–2.04 | Torsten Münchow                                               |
| Dave                          | Michael Raymond-James      | 2.08–2.09 | Martin Kautz                                                  |
| Tony                          | Aaron Munoz                | 2.08–2.09 | Karl Jürgen Sihler                                            |
| Randall Culver                | Michael Zegen              | 2.09–2.12 | Sebastian Fitzner                                             |
| Mike                          | Moses J. Moseley           | 2.12–3.01, 3.03, 3.08, 3.14, 5.15, 10.13 |                                                               |
| Mike                          | Aldis Hodge                | 4.09 |                                                               |
| Terry                         | Theshay West               | 2.12–3.01, 3.03, 3.08, 3.14, 5.15, 10.13 |                                                               |
| Terry                         | Brandon Fobbs              | 4.09 |                                                               |
| Axel                          | Lew Temple                 | 3.01–3.02, 3.04–3.05, 3.07–3.10 | Stefan Gossler                                                |
| Oscar                         | Vincent Ward               | 3.01–3.02, 3.04–3.08, 9.05 | Marco Kröger                                                  |
| Andrew                        | Markice Moore              | 3.01–3.02, 3.04 | Nico Mamone                                                   |
| Tomas                         | Nick Gomez                 | 3.01–3.02 | Ingo Albrecht                                                 |
| Big Tiny                      | Theodus Crane              | 3.01–3.02 | Tilo Schmitz                                                  |
| Caesar Martinez               | Jose Pablo Cantillo        | 3.03, 3.05, 3.07–3.11, 3.13–3.16, 4.06–4.07 | Fabian Heinrich                                               |
| Shumpert                      | Travis Love                | 3.03, 3.05, 3.07–3.11, 3.14–3.16, 4.06 | Dennis Schmidt-Foß                                            |
| Milton Mamet                  | Dallas Roberts             | 3.03, 3.05, 3.07–3.11, 3.13–3.14, 3.16 | Tobias Nath                                                   |
| Crowley                       | Arthur Bridgers            | 3.03, 3.05–3.06 | Jan Kurbjuweit                                                |
| Tim                           | Lawrence Kao               | 3.03, 3.05–3.06 | Robin Kahnmeyer                                               |
| Dr. Stevens                   | Donzaleigh Abernathy       | 3.03, 3.08 | Peggy Sander                                                  |
| Penny                         | Kylie Szymanski            | 3.05, 3.08 |                                                               |
| Gargulio                      | Dave Randolph-Mayhem Davis | 3.06 | Julius Jellinek                                               |
| Haley                         | Alexa Nikolas              | 3.06, 3.08–3.09 | Lydia Morgenstern                                             |
| Allen                         | Daniel Thomas May          | 3.08–3.16, 4.06 | Peter Flechtner                                               |
| Ben                           | Tyler Chase                | 3.08–3.15 | Jan Makino                                                    |
| Donna                         | Cherie Dvorak              | 3.08 |                                                               |
| Karen                         | Melissa Ponzio             | 3.09–3.11, 3.16–4.02, 4.04 | Bettina von Nordhausen (3.09–3.16), Daniela Thuar (4.01–4.04) |
| Paul                          | E. Roger Mitchell          | 3.09, 3.16 |                                                               |
| Lizzie Samuels                | Brighton Sharbino          | 4.01–4.05, 4.08, 4.10, 4.14, 5.09, 10.03 | Josina Jagnow                                                 |
| Mika Samuels                  | Kyla Kenedy                | 4.01–4.02, 4.08, 4.10, 4.14, 5.09, 10.03 |                                                               |
| Luke                          | Luke Donaldson             | 4.01–4.02, 4.05, 4.08 |                                                               |
| Molly                         | Kennedy Brice              | 4.01–4.02, 4.08 |                                                               |
| Dr. Caleb „Dr. S“ Subramanian | Sunkrish Bala              | 4.01–4.03, 4.05 | Michael Bauer                                                 |
| Patrick                       | Vincent Martella           | 4.01–4.02, 4.16 | Konrad Bösherz                                                |
| Ryan Samuels                  | Victor McCay               | 4.01–4.02 |                                                               |
| David                         | Brandon Carroll            | 4.01–4.02 |                                                               |
| Zack                          | Kyle Gallner               | 4.01 | Niclas Lutz                                                   |
| Clara                         | Kerry Condon               | 4.01, 4.08 | Marion Wolf                                                   |
| Sam                           | Robin Lord Taylor          | 4.04, 5.01 | Jeffrey Wipprecht                                             |
| Lilly Chambler                | Audrey Marie Anderson      | 4.06–4.08 | Sandrine Mittelstädt                                          |
| Meghan Chambler               | Meyrick Murphy             | 4.06–4.08 | Isabella Ociepka                                              |
| David Chambler                | Danny Vinson               | 4.06 | Friedrich G. Beckhaus                                         |
| Alisha                        | Juliana Harkavy            | 4.07–4.08 | Victoria Sturm                                                |
| Mitch Dolgan                  | Kirk Acevedo               | 4.07–4.08 | Thomas Petruo                                                 |
| Pete Dolgan                   | Enver Gjokaj               | 4.07 | Bernhard Völger                                               |
| Andre Anthony                 | Unbekannt                  | 4.09 |                                                               |
| Joe                           | Jeff Kober                 | 4.11, 4.13, 4.15–4.16 | Jan Spitzer                                                   |
| Tony                          | Davi Jay                   | 4.11, 4.13, 4.15–4.16 | Robert Glatzeder                                              |
| Len                           | Marcus Hester              | 4.11, 4.13, 4.15 |                                                               |
| Nationalgarde                 | Scott Dale                 | 3.03 |                                                               |
| Lou                           | Scott Dale                 | 4.11 |                                                               |
| Dan                           | Keith Brooks               | 4.13, 4.15–4.16 |                                                               |
| Harley                        | JD Evermore                | 4.13, 4.15–4.16 |                                                               |
| Billy                         | Eric Mendenhall            | 4.13, 4.15–4.16 |                                                               |
| Mary                          | Denise Crosby              | 4.15–5.01 | Debora Weigert                                                |
| Alex                          | Tate Ellington             | 4.16–5.01 |                                                               |
| Martin                        | Chris Coy                  | 5.01–5.03, 5.09 | Robert Glatzeder                                              |
| Theresa                       | April Billingsley          | 5.02–5.03, 5.13 |                                                               |
| Greg                          | Travis Young               | 5.02–5.03 |                                                               |
| Albert                        | Benjamin Papac             | 5.02–5.03 | Michael Bauer                                                 |
| Mike                          | Chris Burns                | 5.02–5.03 |                                                               |
| Noah                          | Tyler James Williams       | 5.04, 5.06–5.14, 7.01, 9.05 | Julius Jellinek                                               |
| Officer O’Donnell             | Ricky Wayne                | 5.04, 5.06–5.08 | Rainer Fritzsche                                              |
| Officer Dawn Lerner           | Christine Woods            | 5.04, 5.07–5.08 | Heide Domanowski                                              |
| Dr. Steven Edwards            | Erik Jensen                | 5.04, 5.07–5.08 | Peter Lontzek                                                 |
| Officer Amanda Shepherd       | Teri Wyble                 | 5.04, 5.07–5.08 | Diana Borgwardt                                               |
| Joan                          | Keisha Castle-Hughes       | 5.04 |                                                               |
| Officer Gorman                | Cullen Moss                | 5.04 | Boris Tessmann                                                |
| Officer Licari                | Christopher Matthew Cook   | 5.07–5.08 |                                                               |
| Percy                         | Marc Cowan                 | 5.07–5.08 |                                                               |
| Officer Bob Lamson            | Maximiliano Hernández      | 5.07–5.08 | Johannes Berenz                                               |
| Franco                        | Rico Ball                  | 5.08 |                                                               |
| McGinley                      | Kyle Clements              | 5.08 |                                                               |
| Bob Miller                    | Curtis Jackson             | 5.12–5.13, 5.15–6.02, 6.05, 6.07, 6.09, 7.04, 7.08, 8.01, 8.08 |                                                               |
| Eric Raleigh                  | Jordan Woods-Robinson      | 5.11–5.13, 5.16–6.02, 6.05, 6.09, 7.01, 7.04, 7.08–7.09, 7.15–8.03 | Wanja Gerick                                                  |
| Olivia                        | Ann Mahoney                | 5.12–5.13, 6.01, 6.05, 6.07, 6.09, 6.14, 7.04, 7.07–7.08 | Marie-Isabel Walke                                            |
| Sam Anderson                  | Major Dodson               | 5.12–5.15, 6.01, 6.05, 6.07–6.09 | Ole Rebstock                                                  |
| Ron Anderson                  | Austin Abrams              | 5.12–5.13, 5.15, 6.01, 6.05, 6.07–6.09 |                                                               |
| Nicholas                      | Michael Traynor            | 5.12, 5.14–6.01, 6.03, 6.07 | Kim Hasper                                                    |
| Pete Anderson                 | Corey Brill                | 5.12–6.01 |                                                               |
| Aiden Monroe                  | Daniel Bonjour             | 5.12–5.14 |                                                               |
| Mikey                         | Elijah Marcano             | 5.12–5.13 |                                                               |
| Tobin                         | Jason Douglas              | 5.13–6.01, 6.03, 6.05, 6.07–6.09, 6.12, 6.14–6.15, 7.04, 7.08–7.09, 7.15–8.03, 8.08–8.09, 8.11, 8.13, 9.05                                                                            | Frank Röth (5.13–8.08) Frank Muth (8.09–8.13)                 |
| Kent                          | David Marshall Silverman   | 5.13–5.14, 5.16, 6.05, 6.07, 6.09, 6.12, 7.04, 7.07 |                                                               |
| Erin                          | Tiffany Morgan             | 5.13, 5.16, 6.02, 10.13 |                                                               |
| Shelly Neudermeyer            | Susie Spear Purcell        | 5.13, 6.02 | Almut Zydra                                                   |
| Reg Monroe                    | Steve Coulter              | 5.13–6.01 | Reinhard Kuhnert                                              |
| Bruce                         | Ted Huckabee               | 5.14, 5.16–6.01, 6.05, 6.09, 6.12, 7.04, 8.08–8.09, 8.11, 8.13 | Dirk Müller                                                   |
| Francine                      | Dahlia Legault             | 5.14, 5.16–6.01, 6.05, 6.09, 6.12, 6.16, 7.04, 7.15–8.02 |                                                               |
| Owen                          | Benedict Samuel            | 5.16, 6.02, 6.04, 6.08–6.09 | Thomas Petruo                                                 |
| Edward                        | Jesse C. Boyd              | 5,16, 6.02–6.03 |                                                               |
| Heath                         | Corey Hawkins              | 6.01, 6.03, 6.09, 6.12, 7.06, 10.13 |                                                               |
| Dr. Denise Cloyd              | Merritt Wever              | 6.01–6.02, 6.05, 6.07–6.12, 6.14 |                                                               |
| David                         | Jay Huguley                | 6.01, 6.03, 6.07 | Nick Forsberg                                                 |
| Annie                         | Beth Keener                | 6.01, 6.03 | Anne Helm                                                     |
| Sturgess                      | Jonathan Kleitman          | 6.01, 6.03 |                                                               |
| Carter                        | Ethan Embry                | 6.01 | Gerald Schaale                                                |
| Eastman                       | John Carroll Lynch         | 6.04 | Detlef Bierstedt                                              |
| Anna                          | Vanessa Cloke              | 6.05, 6.09, 6.12, 7.04 |                                                               |
| Betsy                         | Jasmine Kaur               | 6.05 |                                                               |
| Sherry „Honey“                | Christine Evangelista      | 6.06, 7.03, 7.07 |                                                               |
| Tina                          | Liz E. Morgan              | 6.06 | Maximiliane Häcke                                             |
| Wade                          | Darin Cooper               | 6.06 |                                                               |
| Cam                           | Matt Lowe                  | 6.06 |                                                               |
| Wesley                        | Ilan Srulovicz             | 6.11, 7.09, 7.14, 8.13 |                                                               |
| Dr. Harlan Carson             | R. Keith Harris            | 6.11, 7.05, 7.14, 8.07–8.08, 8.11 | Nicolas Böll                                                  |
| Neil                          | Karl Funk                  | 6.11, 7.05, 7.08, 7.14, 7.16–8.03, 8.06, 8.08 |                                                               |
| Andy                          | Jeremy Palko               | 6.11–6.12, 7.09, 8.01–8.02 | Sebastian Schulz                                              |
| Freddie                       | Brett Gentile              | 6.11, 7.09, 7.14, 8.01–8.02 |                                                               |
| Crystal                       | Kimberly Leemans           | 6.11 |                                                               |
| Craig                         | Myke Holmes                | 6.12 |                                                               |
| Bertie                        | Karen Ceesay               | 6.11, 7.09, 7.14, 7.16–8.01, 8.11, 8.13, 8.16, 9.07, 9.09, 10.11, 10.15–10.16 |                                                               |
| Kal                           | James Chen                 | 6.11, 7.05, 7.14–7.15, 8.03, 8.06, 8.08, 8.11, 8.13–9.01, 9.03, 9.07–9.08, 9.10, 9.13, 9.15                                                                                           | Bastian Sierich                                               |
| Eduardo                       | Peter Zimmerman            | 6.11, 7.05, 7.08–7.09, 7.14–8.03, 8.06, 8.08, 8.11, 8.13, 8.15–8.16 |                                                               |
| Ethan                         | Justin Kocsulain           | 6.11 |                                                               |
| Primo                         | Jimmy Gonzales             | 6.12–6.13 |                                                               |
| Paula                         | Alicia Witt                | 6.12–6.13 |                                                               |
| Molly                         | Jill Jane Clements         | 6.13 |                                                               |
| Michelle                      | Jeananne Goossen           | 6.13 |                                                               |
| Donnie                        | Rus Blackwell              | 6.13 | Erich Räuker                                                  |
| Neil                          | Robert Walker-Branchaud    | 6.14, 7.04 |                                                               |
| Daniel                        | Daniel Newman              | 6.15–6.16, 7.02, 7.10, 7.13, 7.16–8.04 |                                                               |
| Roman                         | Stuart Greer               | 6.15–6.16 | Ernst Meincke                                                 |
| Jiro                          | Rich Ceraulo               | 6.15 | Michael Ernst                                                 |
| Keno                          | Unbekannt                  | 6.16–7.01, 7.04, 7.11, 7.14, 8.13, 10.13 |                                                               |
| Colton                        | Unbekannt                  | 6.16, 7.02 |                                                               |
| Henry                         | Macsen Lintz               | 7.02, 7.09, 7.13, 8.04, 8.06, 8.09, 8.11, 8.13–8.14, 8.16, 9.02 | Finn Posthumus                                                |
| Henry                         | Matt Lintz                 | 9.06–9.15, 10.01, 10.03 |                                                               |
| Jared                         | Joshua Mikel               | 7.02, 7.10, 7.13, 8.02–8.03, 8.06, 8.08, 8.11, 8.13–8.14, 8.16 | Julien Haggége                                                |
| Kevin                         | Jason Burkey               | 7.02, 7.13, 8.04, 8.11, 8.13 |                                                               |
| Gavin                         | Jayson Warner Smith        | 7.02, 7.10, 7.13, 8.01, 8.05, 8.08–8.09, 8.13 | Matthias Klages                                               |
| Alvaro                        | Carlos Navarro             | 7.02, 7.09–7.10, 7.13, 7.16–8.04 |                                                               |
| Richard                       | Karl Makinen               | 7.02, 7.08–7.10, 7.13 | Thomas Schmuckert                                             |
| Benjamin                      | Logan Miller               | 7.02, 7.09–7.10, 7.13 | Nick Forsberg                                                 |
| Arat                          | Elizabeth Ludlow           | 7.03–7.04, 7.08, 7.16, 8.05, 8.12–8.13, 8.15, 9.01–9.03 | Runa Aléon                                                    |
| Roy                           | Brian Stapf                | 7.03, 7.14, 7.16 |                                                               |
| Dr. Emmett Carson             | Tim Parati                 | 7.03, 7.07, 7.11 |                                                               |
| Joseph „Fat Joey“             | Joshua Hoover              | 7.03, 7.07–7.08, 7.11 |                                                               |
| Chris                         | Ricky Russert              | 7.03, 7.07 |                                                               |
| Gordon                        | Michael Scialabba          | 7.03 |                                                               |
| Laura                         | Lindsley Register          | 7.03, 7.08, 7.11, 8.05, 8.07–8.08, 8.15–9.03, 9.06, 9.12, 9.14, 10.01, 10.10, 10.13, 10.22                                                                                            | Alexandra Wilcke                                              |
| Gary                          | Mike Seal                  | 7.04, 7.07–7.08, 7.11, 7.16, 8.05, 8.08, 8.10, 8.12–8.15 | Simon Derksen                                                 |
| David                         | Martinez                   | 7.04, 7.08, 7.11, 7.15 | Sebastian Christoph Jacob                                     |
| Beatrice                      | Briana Venskus             | 7.06, 7.15, 8.08, 8.10, 8.15–8.16, 9.02–9.05, 10.16 | Damineh Hojat                                                 |
| Cyndie                        | Sydney Park                | 7.06, 7.15, 8.08, 8.10, 8.15–9.03, 9.05, 10.01, 10.08 | Marieke Oeffinger                                             |
| Kathy                         | Nicole Barré               | 7.06, 7.15, 8.08, 8.10, 8.15–8.16, 9.02–9.05 |                                                               |
| Natania                       | Deborah May                | 7.06, 7.15, 8.08 |                                                               |
| Frankie                       | Elyse Nicole DuFour        | 7.07, 7.11, 8.11, 8.15–8.16, 9.14–9.15 |                                                               |
| Tanya                         | Chloe Aktas                | 7.07, 7.11, 8.07, 8.15–9.01 |                                                               |
| Amber                         | Autumn Dial                | 7.07, 7.11, 8.16 |                                                               |
| Mark                          | Griffin Freeman            | 7.07, 8.07 |                                                               |
| Huck                          | Unbekannt                  | 7.07, 8.02–8.03 |                                                               |
| Isabelle                      | Aerli Austen               | 7.07–7.08 |                                                               |
| George                        | Brian F. Durkin            | 7.07 |                                                               |
| Tamiel                        | Sabrina Gennarino          | 7.08–7.10, 7.12, 7.16, 8.06–8.08, 8.10 |                                                               |
| Jenny                         | Unbekannt                  | 7.09, 7.13, 8.08, 8.11 |                                                               |
| Brion                         | Thomas Francis Murphy      | 7.10, 7.12, 7.16, 8.06–8.08, 8.10 |                                                               |
| Gina                          | Gina Stewart               | 7.11, 8.11, 8.15 |                                                               |
| Oscar                         | Anthony Lopez              | 7.15, 8.01–8.03, 8.11, 8.13, 8.16, 9.07, 9.09, 9.13, 9.15, 10.01, 10.05, 10.11, 10.15–10.16                                                                                           |                                                               |
| Nelson                        | Jake Kearney               | 7.16–8.02 |                                                               |
| Farron                        | Anja Akstin                | 7.16 |                                                               |
| Regina                        | Traci Dinwiddie            | 8.01, 8.05, 8.07, 8.14–9.06 | Claudia Gáldy                                                 |
| Katy                          | Bethany Kasulas            | 8.02 |                                                               |
| Katy                          | Katy O’Brian               | 8.03, 8.06, 8.13 |                                                               |
| Dean                          | Adam Fristoe               | 8.02–8.03, 8.06, 8.08, 8.10 |                                                               |
| Todd                          | Lee Norris                 | 8.02–8.03 |                                                               |
| Dino                          | Unbekannt                  | 8.02–8.03 |                                                               |
| Mara                          | Lindsey Garrett            | 8.02 |                                                               |
| Yago                          | Charles Halford            | 8.04–8.05 |                                                               |
| Gunther                       | Whitmer Thomas             | 8.04 |                                                               |
| Rudy                          | Keith Hudson               | 8.04 |                                                               |
| Joey                          | Trey Butler                | 8.04 |                                                               |
| Potter                        | Jon Eyez                   | 8.05, 8.11, 8.15, 9.01 | Kevin Kraus                                                   |
| Brooke                        | Brooke Jaye Taylor         | 8.05, 8.11, 8.15 |                                                               |
| José                          | José Michael Vasquez       | 8.05, 8.11, 8.15 |                                                               |
| Zia                           | Ciera L. Payton            | 8.06 |                                                               |
| Leo                           | Adam Cronan                | 8.06 | Daniel Johannes                                               |
| D.J.                          | Matt Mangum                | 8.08, 8.10, 8.14–9.01, 9.03–9.04, 9.06–9.09, 9.15, 10.07, 10.13 | Daniel Gärtner                                                |
| Norris                        | Aaron Farb                 | 8.08, 8.10, 8.15–8.16, 9.03–9.05 |                                                               |
| John                          | Scott Deckert              | 8.11, 8.15 |                                                               |
| Mel                           | Courtney Patterson         | 8.11, 9.01 | Maria Sumner                                                  |
| Derek                         | Dan Johnson                | 8.11, 8.13 | Kevin Kraus                                                   |
| Georgie                       | Jayne Atkinson             | 8.12 |                                                               |
| Hilda                         | Kim Ormiston               | 8.12 |                                                               |
| Midge                         | Misty Ormiston             | 8.12 |                                                               |
| Dana                          | Peggy Sheffield            | 8.13 |                                                               |
| Kurt                          | Nick Arapoglou             | 8.13 | Imme Aldag                                                    |
| Evan                          | Mark Ashworth              | 8.14 | Jan Kurbjuweit                                                |
| Reilly                        | Lane Miller                | 8.14 |                                                               |
| Lance                         | Colin Dennard              | 8.16 | Daniel Gärtner                                                |
| Duke                          | Stephen Shelton            | 8.16 |                                                               |
| Earl Sutton                   | John Finn                  | 9.01–9.02, 9.08, 9.11, 9.13, 9.15, 10.01, 10.04–10.05, 10.11–10.12 | Helmut Gauß                                                   |
| Tammy Rose Sutton             | Brett Butler               | 9.01–9.02, 9.09, 9.11, 9.13, 9.15 |                                                               |
| Justin                        | Zach McGowan               | 9.01–9.03 |                                                               |
| Marco                         | Gustavo Gomez              | 9.01, 9.09–9.11, 9.15, 10.01, 10.04, 10.08, 10.11, 10.15–10.16, 11.13, 11.16 |                                                               |
| Kenneth „Ken“ Sutton          | AJ Achinger                | 9.01 |                                                               |
| Jed                           | Rhys Coiro                 | 9.02–9.04, 9.06 |                                                               |
| Nora                          | Tamara Austin              | 9.04, 9.06, 9.12, 10.01, 10.03–10.04, 10.08 |                                                               |
| Mrs. Robinson                 | Jennifer Riker             | 9.04 |                                                               |
| Luke                          | Dan Fogler                 | 9.05–9.09, 9.11, 9.15, 10.01, 10.04, 10.08, 10.11–10.12, 10.15–10.16, 11.22–11.24 | Alexander Ziegenbein                                          |
| Troy                          | Andrew Douglass            | 9.07–9.10, 9.15, 10.04, 10.11–10.12, 11.05 |                                                               |
| Gage                          | Jackson Pace               | 9.07–9.08, 9.13, 9.15, 10.01, 10.03–10.04, 11.01–11.02 | Alex Friedland                                                |
| Adeline „Addy“                | Kelley Mack                | 9.07–9.08, 9.11, 9.13, 9.15 | Nina Arendt                                                   |
| Rodney                        | Joe Ando Hirsh             | 9.08, 9.13, 9.15 |                                                               |
| Rasmus                        | Ethan Patterson            | 9.10–9.12 |                                                               |
| Frances                       | Emily Lane                 | 9.11 |                                                               |
| Frances                       | Juliet Brett               | 10.02, 10.05, 10.10 |                                                               |
| Zion                          | David Ury                  | 9.12–9.13 |                                                               |
| Sean                          | Benjamin Keepers           | 9.12 |                                                               |
| Helen                         | Allie McCulloch            | 9.12 |                                                               |
| Ozzy                          | Angus Sampson              | 9.13, 9.15 | Sven Brieger                                                  |
| Alex                          | Unbekannt                  | 9.14 |                                                               |
| Alex                          | Austin Freeman             | 10.04 |                                                               |
| Jocelyn                       | Rutina Wesley              | 9.14 |                                                               |
| Mitchell                      | Joey Simon                 | 9.14 |                                                               |
| Linus                         | Luke David Blumm           | 9.14 | Anton Ehrhorn                                                 |
| Gina                          | Jessi Goei                 | 9.14 | Naomi Hadad                                                   |
| Winnie                        | Elle Graham                | 9.14 |                                                               |
| Marcus                        | Jonathan Billions          | 9.14 |                                                               |
| Hilde                         | Caroline Duncan            | 9.15 | Anja Mentzendorff                                             |
| Casper                        | Jansen Panettiere          | 9.15 |                                                               |
| Miles                         | Brian Sheppard             | 9.15 |                                                               |
| Alek                          | Jason Kirkpatrick          | 9.15 |                                                               |
| Martin                        | Josh Ventura               | 9.15 |                                                               |
| Alfred                        | David Shae                 | 10.01, 10.04, 10.10 |                                                               |
| Dante                         | Juan Javier Cardenas       | 10.01, 10.03–10.08 | Valentin Stilu                                                |
| Brandon                       | Blaine Kern III            | 10.01, 10.04–10.05 |                                                               |
| Margo                         | Jerri Tubbs                | 10.01, 10.03–10.04 |                                                               |
| Jules                         | Alex Sgambati              | 10.01, 10.08, 10.15–10.16, 11.22–11.24 | Cornelia Waibel                                               |
| Mary „Gamma“                  | Thora Birch                | 10.02–10.03, 10.05, 10.07–10.12, 10.16 | Sarah Tkotsch                                                 |
| Brianna                       | Camille Robinson           | 10.05 |                                                               |
| Amelia                        | Virginia Newcomb           | 10.05 |                                                               |
| Milo                          | Roman Spink                | 10.05 |                                                               |
| Cheryl                        | Rebecca Koon               | 10.06–10.08 |                                                               |
| Jen                           | Rae Olivier                | 10.08 |                                                               |
| Wayne                         | Vince Foster               | 10.08 |                                                               |
| Felix                         | Gianni Biasetti Jr.        | 10.11 |                                                               |
| Penny                         | Kristin Reyelt             | 10.11 |                                                               |
| Lucy                          | Olivia Stambouliah         | 10.13 |                                                               |
| Celeste                       | Eve Gordon                 | 10.13 |                                                               |
| Jeremiah                      | Taylor Nichols             | 10.13 |                                                               |
| Aiden                         | Breeda Wool                | 10.13 |                                                               |
| Bailey                        | Andrew Bachelor            | 10.13 |                                                               |
| Lisa                          | Denisha Gillespie          | 10.13 |                                                               |
| Rufus                         | Mark Sivertsen             | 10.14 |                                                               |
| Tyler Davis                   | Cameron Scott Roberts      | 10.16, 10.20, 11.10, 11.22–11.23 | Patrick Roche                                                 |
| Cole                          | James Devoti               | 10.17, 11.01–11.03 |                                                               |
| Mays/Mr. Mays                 | Robert Patrick             | 10.19 | Ronald NitschkeSven Brieger                                   |
| Lucille Smith                 | Hilarie Burton-Morgan      | 10.22 | Susanne Geier                                                 |
| Agatha                        | Laurie Fortier             | 11.01–11.04 | Ann Vielhaben                                                 |
| Duncan                        | Marcus Lewis               | 11.01–11.04 | Sven Brieger                                                  |
| Frost                         | Glenn Stanton              | 11.01–11.06 | Karim El Kammouchi                                            |
| Pope                          | Ritchie Coster             | 11.04, 11.06–11.08 | Oliver Siebeck                                                |
| Brandon Carver                | Alex Meraz                 | 11.04, 11.06, 11.08–11.09 | Dennis Sandmann                                               |
| Sebastian Milton              | Teo Rapp-Olsson            | 11.07, 11.10, 11.14, 11.16–11.20 | Christian Zeiger                                              |
| Ian                           | Michael Biehn              | 11.13 | Bernd Vollbrecht                                              |
| Toby Carlson                  | Jason Butler Harner        | 11.13–11.14 | René Dawn-Claude                                              |
| The Warden                    | Michael Weaver             | 11.21–11.22 | Martin Kautz                                                  |

Anmerkungen
1. ↑  Nur im Traum zu sehen
2. 1 2 3 4 5 6 7 8 9 10  Der Darsteller erscheint selbst nicht, aber der Charakter wird als Requisit in einer Form als Leiche verwendet.
3. 1 2 3 4 5 6 7 8 9 10 11 12 13 14 15 16  Archivmaterial (in einer Form von Rückblenden, Traum, Foto, Stimme oder Halluzination).
4. 1 2  Dieser Darsteller spielt in Rückblenden die lebende Version des Charakters.